# Agelanthus natalitius
Agelanthus natalitius é uma espécie de planta hemiparasita da família Loranthaceae, originária das províncias do Cabo, KwaZulu-Natal, Moçambique, Províncias do Norte, África do Sul, Essuatíni e Botswana.

## Habitat e ecologia
A. natalitius é encontrada em bosques mistos e mata nativa, geralmente em Acácias, mas às vezes em Combretum.